# 汪一蛟
汪一蛟（？—1613年），號禹門，浙江杭州府臨安縣人。

## 生平
万历十九年（1591年）辛卯科浙江乡试举人，四十一年（1613年）癸丑科進士，都察院觀政，未任官卒。